# Peronism

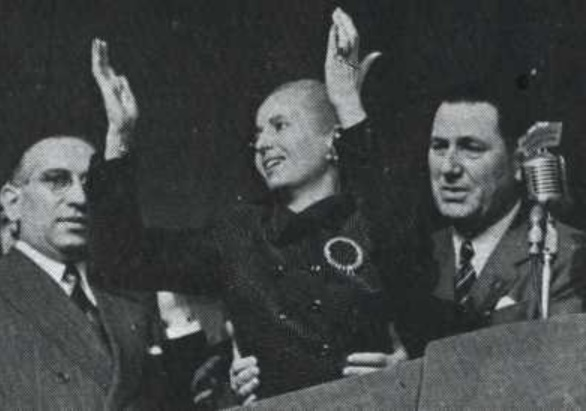
Eva och Juan Perón 1951

Peronismen (spanska: Peronismo eller Justicialismo), är en argentinsk politisk ideologi och rörelse, som grundar sig på de tankar och program som framfördes av landets president Juan Perón och hans hustru  Eva Perón, som kallades den argentinska nationens musa och andliga vägledare. Även Perons andra fru Isabel Peron satt på presidentposten 1974–1976, som historiens första kvinnliga statschef med den titeln. Efter militärkuppen 1976 utsattes aktiva peronister för hård repression, men rörelsen återuppstod på 1980-talet och har i grova drag kommit att förknippas med den breda politiska vänstern i argentinsk politik. På senare år har familjen Kirchner kommit att förknippas med rörelsen, med Nestor, president 2003–07 och Cristina Fernandez de Kirchner, president 2007–2015 och vicepresident sedan 2019. 
Peróns parti, Partido Justicialista, som sedan 2019 är i regeringsställning och representerar huvudfåran inom peronismen, fick sitt namn genom en sammanslagning av orden social rättvisa (Justicia social, Justicial).

## Ideologi
Peronismen är svår att definiera med gängse politiska klassifikationer och antagligen får man se ideologins grunder som skiftande över tid. Som populistisk och nationalistisk rörelse har den ofta påståtts ha uttryckt fascistoida tendenser och Peróns beundran för Benito Mussolini, vars Italien han tillbringade flera år i, är väldokumenterad. Dessutom utgjorde Peróns Argentina platsen för den exil som många nazityskar valde, när de var eftersökta för krigsförbrytelser efter andra världskriget, dock i hög grad av pragmatiska skäl och i viss mån som fortsättning av en långvarig tradition av arbetskraftsimport från Väst- och Centraleuropa. Fascismstämpeln har ifrågasatts långt utanför Peróns parti och flera bedömare gör jämförelsen att ideologin är mer relaterbar till gaullismen i Frankrike, som direkt efter andra världskriget också den lyckades ena ett brett spektrum från vänster till höger under ett program om nationell återfödelse och sammanhållning. Genom detta kom dock den marxistiska vänstern att vända sig mot Perons regim vilket gett intrycket av att vara mindre entydigt vänsterbetonad. Genom rörelsens oppositionsroll under det smutsiga kriget har också Juan och Isabel Perons egna övergrepp mot mänskliga rättigheter och auktoritära och (para)militaristiska tendenser tappat betydelse i bedömningen av peronismen. 
Huvudmålen för Peróns politik var ett självständigt Argentina under en stark centralregering med en korporativ, antikommunistisk (men möjligen statssocialistisk) och latent antiliberal ekonomisk modell (jmfr dirigisme). Liksom inom gaullismen existerade så kallade höger- och vänsterfraktioner med betoning på olika delar i det peronistiska programmet. Huvuddelen av Peróns egna anhängare var de "skjortlösa" (descamisados) arbetarna som före 1940-talet hamnat i ett ekonomiskt bakvatten och marginaliserats från den politiska processen. 
En stor roll för bredden i ideologin, anses också Peróns frånvaro i argentinsk politik under de 20 år han tillbringade i exil i Francos Spanien ha, då i princip alla partier och rörelser som var emot den rådande regimen i Argentina under denna tid i Perón såg en martyr och politisk och ideologisk frände. Sålunda stöddes Perón såväl av befrielseteologerna i vänsterpartiet Montoneros som av den fascistiska och öppet antisemitiska gerillarörelsen Movimiento Nacionalista Tacuara, en av Argentinas första gerillagrupper. Peróns åsikter skiftade många gånger med det politiska klimatet. Emellertid fanns en röd tråd i ett antal grundpelare :
- auktoritärt centralstyre
- frihet från utländskt inflytande
- tredje vägens politik med korporativa inslag
- en kombination av nationalism och en socialdemokratisk tredje väg